# Listă de scriitori malawieni
Aceasta este o listă de scriitori malawieni.
- Steven Chimombo (1945– )
- Frank Chipasula (1949– )
- Walije Gondwe (1936– )[1]
- Aubrey Kachingwe (1926– )
- William Kamkwamba (1987– )
- Chris Kamlongera[2]
- Legson Kayira (1942– )
- Stanley Onjezani Kenani (1976– ), poet.
- Ken Lipenga (1954– )
- Qabaniso Malewezi (1979– ), poet.[3]
- Ben Wokomaatani Malunga (1962– ), poet.[4]
- Jack Mapanje (1944– )
- Felix Mnthali (1933– ), poet
- Edison Mpina (1946–2001), poet.
- Sam Mpasu (1945– )
- Anthony Nazombe (1955–2004), poet
- Iain Riley (1981– )
- D.D.Phiri (Desmond Dudwa Phiri)
- David Rubadiri (1930– )
- Paul Tiyambe Zeleza (1955– )